# Ultimatumspiel
Das Ultimatumspiel (auch ultimative Verhandlung) ist eine der praktischen Anwendungen der Spieltheorie für Wirtschafts- und Verhaltensforschung. Es wurde von Werner Güth u. a. (1982) experimentell umgesetzt. Das Ultimatumspiel wird gerne als Laborexperiment zur Erforschung des Altruismus beziehungsweise Egoismus eingesetzt. In verschiedenen Variationen des Spiels wird untersucht, in welchem Maß der Mensch nur den sich aus dem Spielgegenstand ergebenden Nutzen maximiert und in welchem Maß der Mensch bei seinen Entscheidungen auch andere Interessen mit einbezieht. Beispiele für zu berücksichtigende andere Interessen sind die Pflege von Spielregeln, die ihm oder der Gemeinschaft nutzen, und kulturelle Gepflogenheiten wie der Sinn für Gerechtigkeit, sowie das Wirken des eigenen Persönlichkeitsbilds auf Mitspieler und Beobachter. Auch für neurobiologische Experimente wird das Ultimatumspiel – neben anderen – erfolgreich eingesetzt, um beispielsweise die Auswirkungen von (geschädigten) Gehirnarealen auf das Verhalten zu untersuchen. Eine Mehrspielerversion ist das so genannte Pirate game.

## Grundform des Ultimatumspiels
Einem Akteur A1 wird ein Gut {\displaystyle c} (z. B. Geld) zur Verfügung gestellt. Hiervon muss er einen Teil {\displaystyle s} wählen ({\displaystyle 0\leq s\leq c}) und einem anderen Akteur A2 anbieten. Lehnt dieser den ihm angebotenen Teil ab, so muss auch A1 auf seinen Teil verzichten und beide gehen leer aus. Nimmt A2 an, so erhält er das Angebot {\displaystyle s} und A1 erhält den Rest {\displaystyle c-s}.
Ein Ziel des Spieles besteht für den Spieler A1 darin, seinen Gewinn in Form von Geld zu maximieren. (Er könnte aber auch andere Ziele haben, zum Beispiel, das Geld „gerecht“ aufzuteilen. In der vorliegenden Betrachtung wird Gewinnmaximierung angenommen.) Das Ziel des Spielers A2 ist dem Spieler A1 nicht unbedingt bekannt. Er kann es aber auf Grund von gesellschaftlicher Erfahrung vermuten. In der Standardversion des Ultimatumspiels sind sich die Spieler nicht bekannt und können nicht miteinander kommunizieren. Die beiden Spieler haben also keine Konsequenzen, bis auf einen Nichtgewinn, zu fürchten.
Die spieltheoretische Lösung für ertragsorientierte rationale Spieler besteht darin, dass A1 von der Summe {\displaystyle c} nur den geringstmöglichen Teil {\displaystyle s>0} (z. B. „1 Cent“) anbietet, weil er weiß, dass ein im Sinne der individuellen Nutzenmaximierung rationaler Spieler A2 diesen geringen Betrag einer Auszahlung von Null vorziehen und deshalb zustimmen wird (bei einer Auszahlung von Null entstünde für A2 kein Vorteil, weshalb er ablehnen könnte). A1 hat somit seine Investition minimiert und den an ihn selbst auszuzahlenden Anteil maximiert. In Experimenten verhielten sich jedoch viele Spieler A2 nicht in diesem Sinne rational, sondern lehnten lieber einen kleinen Gewinn ab, als eine unfair empfundene Aufteilung zu akzeptieren. Angebote unter ungefähr 15 % der Gesamtsumme werden in der Regel abgelehnt, so dass auch der Anbieter leer ausgeht. Die Aufteilung ist leicht unterschiedlich. Im Durchschnitt überlässt A1 30 % des Gutes A2. Üblich ist praktisch immer eine Aufteilung, die sich von der „rationalen“ Aufteilung drastisch unterscheidet.
Ist A1 bereits Eigentümer des Gutes {\displaystyle c}, und kann davon einen Teil {\displaystyle s} an A2 abgeben, wobei wie zuvor A1 zusätzlich {\displaystyle c-s} als Gewinn erhält, so existieren drei interessante Lösungen:
1. A1 gibt {\displaystyle s={\tfrac {c}{2}}}, so dass A1 nichts verliert und A2 gewinnt, ohne dass er A1 benachteiligt, die Hälfte des Gutes von A1.
2. A1 gibt {\displaystyle s={\tfrac {c}{3}}} so dass beide, A1 und A2, {\displaystyle {\tfrac {c}{3}}} gewinnen.
3. Wenn A2 selbst bereits das Gut {\displaystyle d} besitzt, so ist der relative Gewinn beider mit der Annahme des Angebots {\displaystyle s=c\cdot {\tfrac {d}{c+2d}}} mit dem Gewinnfaktor {\displaystyle 1+{\tfrac {c}{c+2d}}} gleich.

Ist das Gut von A1 hierbei größer als das von A2, so ist die dritte Lösung, bezogen auf den absoluten Gewinn, nachteilig für A2. Erst wenn das Gut von A2 größer ist als das von A1, ist die Lösung 3 für A2 von Vorteil – und umgekehrt: Derjenige, der mehr Gut hat, wird versuchen, Lösung 3 durchzusetzen, der Andere wird die Lösung 2 anstreben. Ist das Gut von A1 und A2 gleich, sind die Lösungen 2 und 3 identisch.
Ist das eigene Gut kleiner als das des Spielpartners, so ist es von Vorteil, sein eigenes Gut so weit wie möglich gegenüber dem Spielpartner zu verbergen, um die Wahrscheinlichkeit zur Realisierung der Lösung 2 zu erhöhen. Demgegenüber ist es für den reicheren Spielpartner wichtig, das gesamte Gut des ärmeren Spielpartners zu ermitteln, um bei dem Versuch der Durchsetzung der Lösung 3 nicht den Verdacht der Unfairness zu erregen. Dabei ist der Maßstab für Fairness kulturabhängig.
Wenn eine Aufteilung unter mehrere erfolgt, dann erhöht sich die Bereitschaft, auch kleinere Summen anzunehmen.
Die Aufteilung ist teilweise auch von den konkreten kulturellen Gepflogenheiten abhängig.
In der Volkswirtschaftslehre bezeichnet ein Pareto-optimales Gleichgewicht eine Verteilung knapper Güter, in der kein Beteiligter besser gestellt werden kann, ohne einen anderen schlechter zu stellen.

## Variante: Diktatorspiel
Ein Diktatorspiel ist eine Variante dieses Spiels, bei der A2 das Angebot nicht ablehnen kann. Bei dieser Variante würde man ausschließlich das kleinstmögliche Angebot erwarten, wenn eine Verlustminimierung in der Domäne der offensichtlichen Nutzenfunktion (Weggabe von so wenig Geld wie möglich) das einzig relevante Verhalten wäre. Ist eine Verlustminimierung („Geiz“) in diesem Bereich nicht dominant beobachtbar, so muss untersucht werden, welche weiteren Nutzenfunktionen (beispielsweise Pflege der Kooperationsbereitschaft für zukünftige Spiele) die Entscheidungen der Teilnehmer an diesem Spiel beeinflussen.

## Nutzenmaximierung auf verschiedenen Ebenen
Führt das nicht individueller Rationalität folgende Verhalten zu einer Maximierung des Nutzens (z. B. Geld, Ressourcen) für eine Gruppe, dann wird mit kollektiver Rationalität gespielt. Ist bei einem Spiel keine Nutzenmaximierung (oder zumindest Verlustminimierung) zu beobachten, dann gibt es entweder keinerlei Rationalität, oder es wurde um einen noch nicht erkannten Nutzen gespielt, zum Beispiel in einem Metaspiel um zukünftigen Nutzen sichernde Spielregeln. Ultimatumspiele sind gut geeignet, diesen Sachverhalt darzustellen und Entparadoxierung bei der Spielanalyse zu demonstrieren.
In Ultimatumspielen wird auch der Unterschied zwischen einzelnen und oft wiederholten Spielen deutlich. Hier wird das einzelne Spiel in Gemeinschaften so gespielt, dass das aus Einzelspielen bestehende Gesamtspiel den Nutzen der Gemeinschaft maximiert beziehungsweise Verluste minimiert. Daraus kann sich ein effizientes Teilen und Verteilen von Ressourcen innerhalb dieser Gemeinschaft ergeben.

## Empirische Ergebnisse
Spieler aus Industrieländern – meist Bachelorstudenten aus den Vereinigten Staaten, Europa und Asien – bieten nach der ersten Form des Experiments typischerweise zwischen 40 % und 50 % der Summe dem zweiten Spieler an, und Angebote unter 30 % werden vom zweiten Spieler in der Regel abgelehnt. Martin A. Nowak u. a. (2000) konnten diese Ergebnisse in einem Modell vorhersagen, wenn dieses Reputation berücksichtigt, also Informationen über das Verhalten eines Spielers in der Vergangenheit mitteilt. Nowak u. a. schlossen daraus, dass das Ultimatumspiel eine universelle menschliche Tendenz zu fairem und bestrafenden Verhalten zeige. Da die Experimente ohne Reputation gespielt werden, die Ergebnisse aber nur denen von Simulationen mit Reputation ähneln, gingen Nowak u. a. davon aus, dass sich Fairness und Bestrafung in einem evolutionären Kontext herausbildeten, in dem Interaktionen ohne Reputation nicht fitnessrelevant waren.
In anderen kulturellen Kontexten kam das Ultimatumspiel jedoch zu abweichenden Ergebnissen. Joseph Henrich u. a. führten das Spiel mit mehreren zufällig ausgewählten kleinen ethnischen Gruppen durch. Dabei zeigte sich, dass die Spieler aus den Industrieländern das hohe Extrem der Bandbreite von Angeboten und Ablehnungen repräsentierten. In den kleinsten Gesellschaften wurden sehr niedrige Angebote gemacht und diese nicht abgelehnt. Damit ähnelten diese Ergebnisse den Simulationen von Nowak u. a., bevor sie Reputation berücksichtigten. In den USA wurden beim Diktatorenspiel im Durchschnitt fast doppelt (>45 %) so hohe Angebote gemacht wie bei den Hadza (<30 %). Das Ultimatumspiel brachte ähnliche Ergebnisse, auch ist die Ablehnungsschwelle in den USA höher als in jeder anderen untersuchten Gesellschaft. Die Analyse dieser Daten zeigt, dass der Grad der Marktintegration (Anteil der konsumierten Lebensmittel, die gekauft wurden) und der Grad der Religiosität beide unabhängig voneinander höhere Angebote vorhersagen. Mit anderen Worten sind die Ergebnisse des Ultimatumspiels in Industrieländern nicht menschliche Universalien, sondern spezifisch auf die kulturelle Entwicklung dieser Gesellschaften zurückzuführen. Henrich u. a. gehen davon aus, dass komplexe marktwirtschaftliche Gesellschaften nicht ohne einen hohen Grad von Kooperation mit Fremden möglich sind.